# تقلعيت
تقلعيت هي بلدية تابعة لولاية برج بوعريريج الجزائرية يحدها شمالاً بلدية غيلاسة ومن الشرق بلدية أولاد تبان (التابعة لولاية سطيف) ومن الجنوب بلدية الدهاهنة (التابعة لولاية المسيلة) من الغرب بلدية أولاد عدي لقبالة (تابعة لولاية المسيلة أيضا).
وهي منطقة ذات طابع ريفي جبلي
مناطق البلدية كالتالي :
- الثنية (الصراء) - الشلالخة - لعوينات - أولاد فرج الله - لقرابة - إيفري
- الڤرڤور
- ڤورار - عين الزيت - تڤلعيت
- البور - الملالطة - الملوطة - الولجة
- بورمان - الكوحل - الدرارشة - لعلاوات - لهروتة - رأس الكاف - لقبر لحمر
- بيطام
- تقلعيت مركز (الثلاثاء)

أهمّ المساجد :
مسجد تقلعيت مركز، مسجد بيطام العتيق، مسجد بيطام (ذراع الزيتون)، مسجد البور، مسجد الثنية (الصراء).
مساجد قيد الإنشاء : مسجد بورمان، مسجد الڤرڤور، مسجد تـڤلعيت.
المدرسة القرآنية عبد الله ابن مسعود بتقلعيت مركز
التعليم :
بها عدة مدارس موزعة على البلدية ومتوسطة وثانوية.
- نقص المراقبة (خاصة في الثانوية) أدى إلى تسرب التلاميذ وعزوفهم عن مقاعد الدراسة وينتهي بهم الأمر إلى مغادرتها.

## مزايا المنطقة
- المناظر الخلابة والجذابة : حيث أنها مصنفة كمنطقة سياحية.
- الطرقات :
- الطريق الرابط بين التل والحضنة مرورا ببرج بو عريريج شمالاً - برج الغدير - غيلاسة - تقلعيت - الدهاهنة - برهوم جنوباً
- الطريق الرابط بين ولاية سطيف شرقا مرورا باولاد تبان - تقلعيت - أولاد عدي لقبالة ومنها إلى المسيلة غربا
- الأشجار بمختلف أنواعها : الزيتون، التين، الرمان (بكثرة)، أشجار المشمش، أشجار البلوط في الجبال، وكذلك أشجار الزعرورة الجبلية... الخ
- المياة النقية العذبة : حيث توجد بها عدة منابع طبيعية، أهمّها منبع بيطام ومنبع عين الزيت.
- تمتاز المنطقة بالبرودة وتساقط الثلوج شتاءً والهواء النقي المنعش صيفاً.
- أهل المنطقة ناس بسطاء كرماء ومحافظين.
أما في ما يخص نظر المسؤلين للبلدية فهو محدود جداً، حيث نعاني تهميشا كبيراً في جل ميادين الحياة.

## وصلات خارجية
[حرر بـ تقلعيت، برج بوعريريج 20-10-2010 ]